# Alexandre do Nascimento
Alexandre do Nascimento (Malanje, 1º marzo 1925 – Luanda, 28 settembre 2024) è stato un cardinale e arcivescovo cattolico angolano.

## Biografia
Alexandre do Nascimento nacque il 1º marzo 1925 a Malanje, omonima provincia e diocesi (oggi arcidiocesi), nella parte settentrionale dell'Africa Occidentale Portoghese (oggi Repubblica di Angola).

### Formazione e prima fase di sacerdozio
All'età di dodici anni, nel 1937, si iscrisse presso il Seminario di Bangalas, frequentando successivamente quello della città natale e infine il Seminario maggiore di Luanda. Nel 1948, all'età di ventitré anni, fu mandato a studiare a Roma, presso la Pontificia Università Gregoriana, dove conseguì il Baccellierato in filosofia e la Licenza in teologia.
Ricevette l'ordinazione sacerdotale il 20 dicembre 1952, a Roma, per imposizione delle mani di Luigi Traglia, arcivescovo titolare di Cesarea di Palestina e vicegerente della diocesi di Roma nonché futuro cardinale; si incardinò, ventisettenne, come presbitero della diocesi di Malanje. Ritornato in Angola nel 1953, fu nominato professore di teologia dogmatica presso il Seminario maggiore di Luanda e direttore principale del giornale cattolico O apostolado. In seguito, dal 1956 al 1961 svolse l'incarico di predicatore della Cattedrale di Nostra Signora dei Rimedi di Luanda. Durante quegli anni, inoltre, svolse al contempo gli incarichi di direttore aggiunto di Radio Católica, assistente dei gruppi familiari ed assistente spirituale degli operai del porto.

#### Esilio in Portogallo e rientro in Patria
Assieme a molti altri sacerdoti nel 1961 fu costretto all'esilio in Portogallo, essendo simpatizzante della causa nazionalista, mal vista dalle autorità portoghesi sotto il quale l'Angola ancora si trovava. Sbarcato a Lisbona, ivi rimase per una decade, fino al 1971. Nella capitale portoghese svolse ad ogni modo il suo ministero pastorale in diverse parrocchie, ricoprendo inoltre l'incarico di consigliere del Movimento delle Squadre di Nostra Signora. In questo periodo studiò anche diritto civile presso l'Università di Lisbona.
Dopo il ritorno in patria, dal 1971 al 1975, in ambito dell'allora diocesi di Lubango (oggi arcidiocesi), fu professore di morale e teologia nonché consigliere presso l'Istituto di Scienze Sociali Pio XII, nonché membro della curia diocesana. Fu anche segretario generale della Caritas angolana, presidente del Tribunale ecclesiastico di Luanda, membro del consiglio presbiterale e della commissione diocesana per l'Anno Santo 1975 e infine assistente speciale agli studenti e agli ex prigionieri politici. Nel 1975 finalmente l'Angola ottenne l'indipendenza dal Portogallo, come molti altri Paesi africani sotto loro dominio.

### Ministero episcopale
Il 10 agosto 1975 papa Paolo VI lo nominò vescovo di Malanje; succedette ad Eduardo André Muaca, trasferito contestualmente all'ufficio di arcivescovo coadiutore di Luanda con la sede titolare di Tagarbala. Ricevette la consacrazione episcopale il 31 agosto seguente, presso la Cattedrale di Nostra Signora dei Rimedi a Luanda, per imposizione delle mani di Giovanni De Andrea, arcivescovo titolare di Acquaviva e delegato apostolico in Angola, assistito dai co-consacranti Manuel Nunes Gabriel, arcivescovo metropolita di Luanda, e monsignor Muaca, suo predecessore. Come suo motto episcopale scelse Turres fortissima nomen Domini, che tradotto vuol dire Il nome del Signore è una forte torre (Libro dei Proverbi 18, 10). Prese possesso della sua sede con una celebrazione svoltasi presso la Cattedrale di Nostra Signora Assunta a Malanje. Nello stesso 1975 fu anche eletto vicepresidente della Conferenza Episcopale di Angola e São Tomé, incarico terminato nel 1981.
Il 3 febbraio 1977, papa Paolo VI lo promosse arcivescovo metropolita di Lubango; succedette ad Eurico Dias Nogueira, a sua volta trasferito il 3 novembre seguente alla sede metropolitana di Braga, in Portogallo. Al contempo fu anche nominato amministratore apostolico ad nutum Sanctae Sedis di Pereira de Eça, diocesi che assumerà nome in Ondjiva il 16 maggio 1979 in forza del decreto Cum Excellentissimus della Congregazione per l'evangelizzazione dei popoli. In seguito prese possesso dell'arcidiocesi con una celebrazione svoltasi nella Cattedrale di San Giuseppe a Lubango. Il 27 giugno 1977, durante un concistoro presieduto dal papa, richiese personalmente il pallio, simbolo di comunione tra il metropolita e la Santa Sede. Il 15 ottobre 1982, durante una visita pastorale, fu sequestrato da un gruppo di militari. Papa Giovanni Paolo II implorò la sua liberazione durante l'Angelus di domenica 31 ottobre e dopo il suo intervento finalmente venne rilasciato il 16 novembre successivo.

### Cardinale
Il 5 gennaio 1983, al termine dell'Udienza generale, papa Giovanni Paolo II annunciò la sua creazione a cardinale nel concistoro del 2 febbraio seguente; cinquantasettenne, fu il primo angolano a ricevere la porpora cardinalizia nella storia della Chiesa. Durante il rito, svoltosi presso la Basilica di San Pietro in Vaticano, gli vennero conferiti la berretta, l'anello ed il titolo cardinalizio di San Marco in Agro Laurentino, vacante dal 23 marzo 1977, giorno dell'assassinio del cardinale congolese Emile Biayenda, arcivescovo metropolita di Brazzaville.
Sempre nel 1983 fu nominato presidente di Caritas Internationalis, subentrando a monsignor Georg Hüssler; ricoprì tale incarico fino al 1991, quando gli succedette Affonso Felippe Gregory, vescovo di Imperatriz. Per volere dello stesso papa, scrisse e pronunciò gli esercizi spirituali per il papa e la Curia romana in occasione della Quaresima del 1984.
Il 16 febbraio 1986 papa Giovanni Paolo II lo trasferì alla sede metropolitana di Luanda; succedette ad Eduardo André Muaca, dimessosi per motivi di salute il 31 agosto 1985. Prese possesso dell'arcidiocesi con una celebrazione svoltasi presso la Cattedrale di Nostra Signora dei Rimedi a Luanda. Il 29 giugno successivo si recò nuovamente nella Basilica Vaticana per ricevere il pallio. Preso parte alla VIII Assemblea Generale Ordinaria del Sinodo dei vescovi, tenutosi nella Città del Vaticano dal 30 settembre al 28 ottobre 1990.
Nel 1990 fu eletto presidente della Conferenza Episcopale di Angola e São Tomé, succedendo a Manuel Franklin da Costa, arcivescovo metropolita di Lubango; ricoprì tale incarico fino al 1997, quando gli succedette Zacarias Kamwenho, arcivescovo metropolita di Lubango. Partecipò anche alla I Assemblea Speciale per l'Africa del Sinodo dei vescovi, anche questa svoltasi nella Città del Vaticano dal 10 aprile all'8 maggio 1994.
Il 23 gennaio 2001 papa Giovanni Paolo II accettò la sua rinuncia al governo pastorale dell'arcidiocesi di Luanda per raggiunti limiti d'età, ai sensi del can. 401 § 1 del Codice di diritto canonico, divenendone arcivescovo emerito all'età di settantacinque anni; gli succedette l'arcivescovo Damião António Franklin, vescovo ausiliare della medesima arcidiocesi.
Il 1º marzo 2005, al compimento dell'ottantesimo genetliaco, perse il diritto di entrare in conclave e cessò di essere membro dei dicasteri della Curia romana, in conformità all'art. II § 1-2 del motu proprio Ingravescentem Aetatem, pubblicato da papa Paolo VI il 21 novembre 1970; dopo la morte di papa Giovanni Paolo II, per solo un mese non poté prendere parte al conclave del 2005, che si concluse con l'elezione di Benedetto XVI. Successivamente, prese parte alla II Assemblea Speciale per l'Africa del Sinodo dei vescovi, dal 4 al 25 ottobre 2009, sul tema "La Chiesa in Africa, al servizio della riconciliazione, della giustizia e della pace: tu sei il sale della terra, tu sei la luce del mondo". Il 24 ottobre 2011 fece parte della delegazione di vescovi angolani ricevuti dal papa per la visita ad limina.
Il 19 luglio 2010, a Luanda, venne decorato dal presidente della Repubblica portoghese, Aníbal Cavaco Silva, con la Gran Croce dell'Ordem de Cristo per il suo impegno per la realizzazione della pace e della riconciliazione tra gli angolani.
Infine il 5 giugno 2015, ormai novantenne, venne accolto nell'Ordine dei frati predicatori: padre Rui Carlos Lopes, che presiedette la celebrazione, dichiarò di sentirsi onorato di accogliere tra i domenicani il porporato, descritto come un grande uomo di fede.
Dall'8 agosto 2022, in seguito al decesso del cardinale Jozef Tomko, fino alla morte, sopraggiunta il 28 settembre 2024 a Luanda, fu il membro più anziano del Collegio cardinalizio. In seguito ai solenni funerali celebrati l'8 ottobre seguente dall'arcivescovo Filomeno do Nascimento Vieira Dias, venne sepolto all'interno della cattedrale di Nostra Signora dei Rimedi.

## Genealogia episcopale e successione apostolica
La genealogia episcopale è:
- Cardinale Scipione Rebiba
- Cardinale Giulio Antonio Santori
- Cardinale Girolamo Bernerio, O.P.
- Arcivescovo Galeazzo Sanvitale
- Cardinale Ludovico Ludovisi
- Cardinale Luigi Caetani
- Cardinale Ulderico Carpegna
- Cardinale Paluzzo Paluzzi Altieri degli Albertoni
- Papa Benedetto XIII
- Papa Benedetto XIV
- Papa Clemente XIII
- Cardinale Giovanni Francesco Albani
- Cardinale Carlo Rezzonico
- Cardinale Antonio Dugnani
- Arcivescovo Jean-Charles de Coucy
- Cardinale Gustave-Maximilien-Juste de Croÿ-Solre
- Vescovo Charles-Auguste-Marie-Joseph Forbin-Janson
- Cardinale François-Auguste-Ferdinand Donnet
- Vescovo Charles-Emile Freppel
- Cardinale Louis-Henri-Joseph Luçon
- Cardinale Charles-Henri-Joseph Binet
- Cardinale Maurice Feltin
- Cardinale Jean-Marie Villot
- Arcivescovo Giovanni De Andrea
- Cardinale Alexandre do Nascimento

La successione apostolica è:
- Vescovo Abílio Rodas de Sousa Ribas, C.S.Sp (1985)
- Vescovo Fernando Guimarães Kevanu (1988)
- Vescovo Serafim Shyngo-Ya-Hombo, O.F.M.Cap. (1990)
- Arcivescovo Damião António Franklin (1992)
- Vescovo Anastácio Kahango, O.F.M.Cap. (1998)
- Arcivescovo Filomeno do Nascimento Vieira Dias (2004)